# 並木正三 (2代目)
2代目 並木正三（なみき しょうぞう〈なみき しょうざ〉、生年不詳 - 文化4年7月25日〈1807年8月28日〉）は、歌舞伎役者および歌舞伎作者。道頓堀芝居茶屋の子で、初代並木正三の妻の血縁者とされる。幼名正吉、前名は浅尾正三。浅尾為十郎門下の役者であったが、1788年（天明2年）頃に歌舞伎作者となり、2世を名乗った。『戯財録』の作者。